# انتشارات دانشگاه آکسفورد

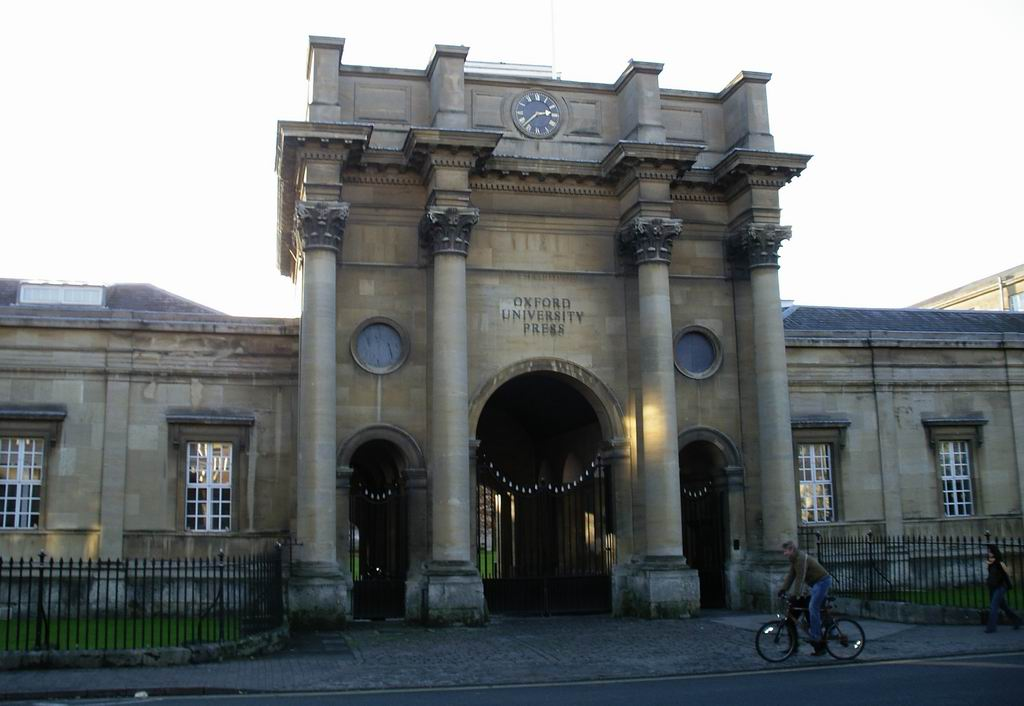
انتشارات دانشگاه آکسفورد در خیابان والتون، آکسفورد، انگلستان

انتشارات دانشگاه آکسفورد (به انگلیسی: Oxford University Press، به اختصار OUP) از بزرگترین ناشران آثار علمی و آکادمیک و بزرگترین ناشر کتاب‌های دانشگاهی در جهان است. انتشارات دانشگاه آکسفورد از سازمان‌های وابسته به دانشگاه آکسفورد است. انتشارات دانشگاه آکسفورد نخستین‌بار در سال ۱۵۸۶ میلادی، تأسیس شد.

## دانستنی‌ها
- نخستین کتاب این انتشارات در سال ۱۴۷۸ میلادی منتشر شد یعنی تنها دو سال پس از راه‌اندازی نخستین دستگاه چاپ در انگلیس توسط ویلیام کاکستون[۵]
- انتشارات دانشگاه آکسفورد بزرگ‌ترین ناشر کتاب‌های دانشگاهی در جهان از نظر شمار آثار منتشر شده می‌باشد. این انتشارات سالانه بیش از ۶۰۰۰ کتاب منتشر می‌کند و دارای حدود ۶۰۰۰ کارمند است.
- انتشارات دانشگاه آکسفورد از حدود ۱۴۸۰ میلادی در تجارت چاپ آغاز به‌کار کرد و به‌عنوان یک چاپ‌گر بزرگ انجیل، کتاب‌های دعا، و کارهای علمی گسترش یافت.
- این انتشارات دارای دفترهایی در کشورهای دیگر نیز می‌باشد. نخستین دفتر بین‌المللی آن در سال ۱۸۹۶ میلادی در نیویورک آمریکا گشایش یافت.
- انتشارات دانشگاه آکسفورد پس از انتشارات دانشگاه کمبریج، دومین ناشر دانشگاهی قدیمی در جهان است.

## مجموعه‌ها
از مجموعه‌های انتشارات دانشگاه آکسفورد می‌توان به کتاب‌های مختصر و مفید با عنوان «مقدمه‌های بسیار کوتاه» اشاره کرد که از سال ۱۹۹۵ منتشر می‌شوند.